# William Joseph Levada
William Joseph Levada (1936 – 2019) là một Hồng y người Hoa Kỳ của Giáo hội Công giáo Rôma. Ông từng đảm nhận vai trò Hồng y Đẳng Linh mục Nhà thờ S. Maria in Domnica. Ông từng đảm nhận vai trò Tổng trưởng Thánh bộ Giáo lý Đức Tin, đi kèm với chức danh này còn có nhiều chức danh kiêm nhiệm khác là Chủ tịch Ủy ban Giáo hoàng về Kinh Thánh, Chủ tịch Ủy ban Giáo hoàng "Ecclesia Dei" và Chủ tịch Ủy ban Thần học Quốc tế.
Xuất phát điểm là lãnh đạo giáo hội địa phương trước khi về Giáo triều Rôma, ông từng đảm trách nhiều vai trò tại Hoa Kỳ như: Giám mục Phụ tá Tổng giáo phận Los Angeles (1983 – 1986), Tổng giám mục đô thành Tổng giáo phận Portland in Oregon (1986 – 1995), Tổng giám mục Phó Tổng giáo phận San Francisco (1995), Tổng giám mục đô thành San Francisco (1995 – 2005). Ông được vinh thăng Hồng y ngày 24 tháng 3 năm 2006, bởi Giáo hoàng Biển Đức XVI.

## Tiểu sử
Hồng y William Joseph Levada sinh ngày 15 tháng 6 năm 1936 tại Long Beach, Hoa Kỳ. Sau quá trình tu học dài hạn tại các cơ sở chủng viện theo quy định của Giáo luật, ngày 20 tháng 12 năm 1961, Phó tế Levada, 25 tuổi, tiến đến việc được truyền chức linh mục. Cử hành nghi thức truyền chức cho tân linh mục là Tổng giám mục Martin John O'Connor, Chủ tịch Uỷ ban Giáo hoàng về Truyền thông Xã hội. Linh mục Levada là thành viên linh mục đoàn Tổng giáo phận Los Angeles, California.
Sau hơn 20 năm thi hành các công việc mục vụ với thẩm quyền và cương vị của một linh mục, ngày 25 tháng 3 năm 1983, Tòa Thánh loan tin Giáo hoàng đã quyết định tuyển chọn linh mục William Joseph Levada, 47 tuổi, gia nhập Giám mục đoàn Công giáo Hoàn vũ, với vị trí được bổ nhiệm là Giám mục Phụ tá Tổng giáo phận Los Angeles, danh nghĩa Giám mục hiệu tòa Capreae. Lễ tấn phong cho vị giám mục tân cử được tổ chức sau đó vào ngày 12 tháng 5 cùng năm, với phần nghi thức chính yếu được cử hành cách trọng thể bởi 3 giáo sĩ cấp cao, gồm chủ phong là Hồng y Timothy Finbar Manning, Tổng giám mục đô thành Tổng giáo phận Los Angeles; hai vị giáo sĩ còn lại, với vai trò phụ phong, gồm có Giám mục John James Ward, Giám mục Phụ tá Los Angeles và Giám mục Juan Alfredo Arzube, cũng là giám mục phụ tá Los Angeles. Tân giám mục chọn cho mình châm ngôn:FRATRES IN UNUM.
Chỉ 3 năm tính từ lễ tấn phong, Giám mục William Joseph Levada đã được Tòa Thánh thăng Tổng giám mục, qua việc bổ nhiệm giám mục này làm Tổng giám mục đô thành Tổng giáo phận Portland in Oregon. Thông báo về việc bổ nhiệm này được công bố cách rộng rãi vào ngày 1 tháng 7 năm 1986. Sau gần 10 năm cai quản Portland in Oregon, Tòa Thánh lại quyết định thuyên chuyển Tổng giám mục William Joseph Levada đến nhiệm sở mới, lần này là Tổng giáo phận San Francisco với chức vụ Tổng giám mục Phó. Việc bổ nhiệm được công bố cách rộng rãi vào ngày 17 tháng 8 năm 1995. Ông nhanh chóng kế vị trở thành Tổng giám mục đô thành San Francisco sau đó vào ngày 27 tháng 12 cùng năm. Từ ngày 22 tháng 7 năm 1999 đến ngày 11 tháng 4 năm 2000, ông kiêm thêm chức danh Giám quản Tông Tòa Giáo phận Santa Rosa.
Sau 10 năm quản nhiệm Tổng giáo phận San Francisco, Tòa Thánh quyết định mời Tổng giám mục Levada về phục vụ trong Giáo triều Rôma và bổ nhiệm ông làm Tổng trưởng Thánh bộ Giáo lý Đức Tin, kể từ ngày 13 tháng 5 năm 2005. Đi kèm với chức danh Tổng trưởng là các chức danh Chủ tịch Ủy ban Giáo hoàng về Kinh Thánh và Chủ tịch Ủy ban Thần học Quốc tế.
Sau gần 1 năm được đưa về làm việc tại giáo triều, qua công nghị Hồng y năm 2006 được cử hành ngày 24 tháng 3, Giáo hoàng Biển Đức XVI vinh thăng Tổng giám mục William Joseph Levada tước vị danh dự, Hồng y. Tân Hồng y thuộc Đẳng Hồng y Phó tế và Nhà thờ Hiệu tòa được chỉ định là Nhà thờ S. Maria in Domnica. Sau đó hai ngày, ông đã cử hành các nghi thức nhận nhà thờ hiệu tòa của mình.
Từ ngày 8 tháng 7 năm 2009, ông kiêm nhiệm thêm vai trò Chủ tịch Ủy ban Giáo hoàng "Ecclesia Dei". Tòa Thánh chấp thuận đơn xin từ nhiệm của ông sau đó vào ngày 2 tháng 7 năm 2012.
Ông được thăng Đẳng Hồng y Linh mục vào ngày 20 tháng 6 năm 2016 và qua đời ngày 26 tháng 9 năm 2019.